# Михай Крецу
Михай Крецу (на румънски: Mihai Creţu), с артистични псевдоними Майкъл Крету или Curly M.C., е известен румънски музикант, продуцент, певец, композитор и текстописец.
Световно познат със създадения от него проект „Енигма“, продуцирането на групи като „Boney M“ и „Milli Vanilli“, както и като съпруг на световноизвестната дискозвезда от 1980-те и 1990-те години Сандра, с която са женени от 1988 до 2007 г.

## Биография
Майкъл Крету е роден в Букурещ, Румъния, на 18 май 1957. Учи класическа музика в Букурещ (1965), а през 1968 в Париж, Франция. Между 1975 и 1978 следва в музикалната академия във Франкфурт, Германия.
Крету се отказва от класическата музика и работи заедно с легендарния продуцент Франк Фариан, с когото продуцират „Boney M“ и „Milli Vanilli“. За двете групи свири и на кийборд. По-късно (1987) продуцира албума на Майк Олдфийлд, наречен „Islands“. Румънецът участва главно в песента „The Time Has Come“.
Запознава се с бъдещата си жена Сандра, докато тя е част от групата „Arabesque“, а той свири на кийборд на тяхно турне. Двамата се женят на 7 януари 1988. Имат двама синове близнаци Никита и Себастиан (р. 1995). Двамата се развеждат официално през 2007 година.
Кариерата му е подпомогната от успели изпълнители – Goombay Dance Band, Питър Корнелиъс, Манфред „Tissy“ Тиерс, Йенс Гад, Франк Питърсън, ATB, Jam & Spoon, Рут-Ан Бойл и Андрю Доналдс.
Майкъл Крету притежава A.R.T. Studios в Ибиса, преди да се премести в новото си имение.

## Музика

### Самостоятелна кариера
Първият солов сингъл на Крету е „Wild River“, издаден през 1978, а първият самостоятелен албум („Ausgewählte Goldstücke“ на немски и „Moon, Light & Flowers“ на английски) година по-късно.
Последвалият втори албум е „Legionäre“ – 1983. Песните в него са на немски.
Третият солов албум, наречен „Die Chinesische Mauer“, издаден през 1985. Този албум е познат и като „The Great Wall of China“, въпреки че текстовете на песните са на немски. А английската версия (с текстове на английски) се нарича „The Invisible Man“ и е с различна продължителност от оригиналната продукция.
Майкъл Крету няма издаден самостоятелен албум или сингъл в България.

### С други изпълнители
- Moti Special: Motivation (1985)
- Cretu and Thiers: Belle Epoque (1988)
- Cornelius and Cretu: Cornelius and Cretu (1992)
- Trans Atlantic Air Waves: The Energy of Sound (1998, с Йенс Гад)

Нито един от тези албуми не е издаден в България.

### „Енигма“
„Енигма“ се сочи като феномен, представящ ню ейдж музиката. Първоначално Крету предпочита да не се знае кой (кои) стои зад този музикален проект и използва псевдонима Curly MC, с който са подписани всички песни от първия албум на Енигма. Потайността е нарушена заради успеха, който последва след издаването на сингъла „Sadeness part I“.